# Pralormo
Pralormo – miejscowość i gmina we Włoszech, w regionie Piemont, w prowincji Turyn.
Według danych na rok 2004 gminę zamieszkiwało 1801 osób, 62,1 os./km².